# Коновалюк Валерій Ілліч
Коновалюк Валерій Ілліч (нар. 31 серпня 1966 року, Донецьк) — український політик, економіст та державний діяч.  Доктор економічних наук (2004); академік  Академії економічних наук України, Народний депутат України III-IV, VI скликань, автор 20 наукових робіт і 150 законопроєктів, колишній член фракції Партії регіонів (з 11.2007 до 4.2013).
Кандидат у Президенти України  на виборах 2014 року. Голова політичної партії "Всеукраїнське об'єднання «Нова Україна» (з 2014 р.)

## Освіта
- Донецький індустріальний технікум (1981—1985), «Технічне обслуговування і ремонт автомобілів»;
- Московське вище військове командне училище ім. Верховного Совета РРФСР(1985–1989), інженер;
- Німецька фінансова академія (м. Мюнхен, 1992–1993), економіка та організація виробництва;
- кандидатська дисертація «Економічний розвиток промислових регіонів»; докторська дисертація «Державне регулювання монополій видобувної промисловості» (Інститут економіки промисловості НАНУ, 2004).

## Трудовий стаж
- 06.1985 — слюсар IV розряду АТП, м. Макіївка.
- 08.1989-10.1992 — офіцер ЗС СРСР, помічник  військового коменданта, м. Вісмар і м. Берлін.
- 03.1993-09.1995 — директор, АТ «Укренергоресурс»; президент, телерадіокомпанія «ВІКО», м. Донецьк.
- 09.1995-08.1996 — заступник голови виконкому з питань економіки, фінансів та бюджету Куйбишевської районної ради депутатів м. Донецька.
- 09.1996-05.1997 — консультант заступника голови, перший заступник голови, 05.-06.1997 — радник голови,
- 07.1997-04.1998 — заступник голови з організаційно-кадрової роботи  Донецької обласної державної адміністрації.

## Політична та громадська діяльність
В 1995 р. створив та очолив Народно-патріотичний союз Донбасу.
Член Трудової партії України (1999—2000; секретар з ідеологічної роботи, член політвиконкому).
Народний депутат України III скликання 03.1998-04.2002, виборчий округ № 62, Донецька область. З'явилось 69,5 %, за %, 16 суперників. На час виборів: заступник голови Донецької облдержадміністрації. Член фракції НДП (05.-11.1998), позафракційний (11.1998-04.1999), член групи «Трудова Україна» (04.1999-03.2001), уповноважений представник групи «Регіони України» (03.-11.2001), уповноважений представник фракції «Регіони України» (з 11.2001). Член Комітету з питань бюджету (з 07.1998). член Тимчасової спеціальної комісії ВР України з питань дотримання органами державної влади і місцевого самоврядування та їх посадовими особами, Центральною виборчою комісією норм виборчого законодавства під час підготовки і проведення виборів Президента України (з 05.1999); член спостережної ради НАК «Нафтогаз України» (з 09.2003).
Народний депутат України IV скликання 04.2002-04.2006, виборчий округ № 62, Донецька область, висунутий Виборчим блоком політичних партій «За єдину Україну!». За 53,71 %, 9 суперників. На час виборів: народний депутат України, член Партії регіонів. Член фракції «Єдина Україна» (05.-06.2002), член фракції «Регіони України» (06.2002-04.2005), позафракційний (04.-09.2005), співголова фракції НДП і партії Трудова Україна (09.-10.2005), позафракційний (18.-21.10.2005), уповноважений представник групи «Довіра народу» (10.-12.2005). Перший заступник голови Комітету з питань бюджету (з 06.2002).
Народний депутат України IV скликання 11.2007-12.2012 від Партії регіонів, № 84 в списку. На час виборів: тимчасово не працював, безпартійний. Член фракції Партії регіонів (з 11.2007). Член Комітету з питань бюджету (12.2007-05.2008), член Комітету з питань охорони здоров'я (з 05.2008), голова підкомітету з питань планування бюджетних програм та контролю за використанням бюджетних коштів. Автор низки законопроєктів України в сфері реформи охорони здоров'я, фінансово-бюджетної системи та правоохоронних органів.
Член Політради Партії регіонів (до 03.2005); заступник голови Донецького обласного відділення Партії регіонів. Довірена особа кандидата на пост Президента України Віктора Януковича в ТВО № 62 (2004—2005).
03.2006 кандидат в народні депутати України від політичної партії «Трудова Україна», № 1 в списку. На час виборів: народний депутат України, член ППТУ.
2 вересня 2008 був призначений на посаду голови тимчасової слідчої комісії з вивчення законності постачання зброї. Комісія, зокрема, займалася вивченням постачання до Грузії зброї, що застосовувався грузинськими військами під час збройного конфлікту в серпні 2008 року. В ході розслідування В. Коновалюк неодноразово говорив про виявлені порушення в експорті зброї, звинувачуючи президента Віктора Ющенка в участі в незаконних оборудках. За даними комісії для продажу Грузії кілька зенітно-ракетних комплексів «Бук» були зняті з бойового чергування.
Влітку 2009 року був обраний головою Всеукраїнського союзу військовослужбовців і ветеранів Збройних сил України.
У червні 2010 року Указом № 719 / 2010 року призначений Радником  Президента України (поза штатом).
У липні 2012 року вийшов з Партії регіонів через незгоду з політикою В.Януковича і діяльністю, що призвела до глибокої соціально-економічної кризи.
В березні 2014 р. став кандидатом в Президенти України. Під час виборчої кампанії провів низьку зустрічей в країнах ЄС та в США щодо  врегулювання конфлікту на Донбасі..
17 травня 2014 р., під час з'їзду громадської організації ВО «Нова Україна», одноголосно був обраний головою політичної партії «Всеукраїнське об'єднання „Нова Україна“. Автор наукових праць, зокрема статей: „Проблеми економічного і соціального розвитку регіону“ (1997), „Проблеми реструктуризації вугільної промисловості Донецької обл.“ (1998).
За час своєї депутатської каденції Валерій Коновалюк став автором цілого ряду законопроєктів: „Про внесення змін до  Бюджетного кодексу України“; „Про державний фінансовий контроль“; „Про  Державне казначейство“; „Про Регламент Верховної Ради України“; „Про фінансування охорони здоров'я та обов'язкове медичне страхування в Україні“; „Трудовий кодекс“, реформу правоохоронних органів, „Про використання електронних соціальних карток при наданні та отриманні пільг, послуг, виплат та інших соціальних гарантій“ та ін.
У 2014 р. В.Коновалюк презентував власний проєкт Трудового кодексу України, який передбачав, що трудовий договір може бути укладений між працівником і роботодавцем тільки в письмовій формі. Кодекс пропонував обмежити тривалість ненормованого робочого часу в рамках 2 години в день, 120 годин на рік. Також в проєкті було передбачено дві сфери регулювання оплати праці — на державному і договірному рівнях».

## Інвестиційна діяльність
У серпні 2010 р. став головою правління ділової ради «Україна-Китай» та був включений до складу Міжурядової українсько-китайської комісії з питань торговельно-економічного співробітництва.
З жовтня 2012 року активно займається фінансовою діяльністю та реалізацією спільних інвестиційних проєктів в країнах ЄС і Східної Європи.

## Нагороди
Орден «За заслуги» ІІ та III ст., Почесна грамота Верховної Ради України (2003), Почесна грамота Кабінету Міністрів України (09.2004), Заслужений економіст України.

## Особисте життя
Валерій Коновалюк виховує чотирьох дітей. Від першого шлюбу у нього двоє дітей — дочка Євгенія (1993) і син Владислав (1996).
У 2012 одружився з українською телеведучою, журналісткою Валерією Ушаковою. Виховують двох дітей: Іллю та Лукію (2015).

## Захоплення
Захоплення: дзюдо (майстер спорту), теніс та книги. Екс-Президент федерації дзюдо Донецької області (1996—2003). Володіє німецькою та англійською мовами.